# Ceratina marginata
Ceratina marginata är en biart som beskrevs av Baker 1907. Ceratina marginata ingår i släktet märgbin, och familjen långtungebin. Inga underarter finns listade i Catalogue of Life.